# Joseph Legeard de La Diriays
Joseph Legeard de La Diriays est un homme politique français né et baptisé le 31 mai 1788 à Retiers (Ille-et-Vilaine) et décédé le 19 février 1862 à Rennes rue d'Orléans (Ille-et-Vilaine).

## Biographie
Fils de Jean-François Legeard, sieur de La Diriais, sénéchal, et d'Eulalie Jan, Joseph de la Diriays appartient à la famille Legeard de La Diriays originaire de Retiers qui s'est illustrée dans la magistrature. Lui-même est procureur du roi à Saint-Brieuc du 27 mars 1816 au 17 novembre 1823, conseiller à la Cour d'appel de Rennes de 1823 à 1828, et président de chambre le 31 janvier 1839. Il préside, en 1836, les débats de l'affaire Danisaunais qui n'occupe pas moins de 55 audiences et dans laquelle plaide Odilon Barrot. 
Profondément conservateur, catholique et monarchiste, il est élu député d'Ille-et-Vilaine du 23 avril 1848 au 26 mai 1849, siégeant à droite. Il est président du comité de la Justice. Rallié au Second Empire, il est maintenu dans ses fonctions de président de chambre jusqu'en 1859, date de son départ en retraite.
Il est membre du Conseil général d'Ille-et-Vilaine et membre du Conseil municipal de Rennes    
Chevalier dans l'ordre de la Légion d'honneur le 30 avril 1821, il en est fait officier.
Il épouse à Rennes le 8 février 1825 Adélaïde Pauline Thérèse Loisel, née à Rennes le 27 février 1799 et décédée à La Mézière le 23 juillet 1871, fille de Pierre Vincent Paul Loisel, sieur de L'Eclozel en Nouvoitou, conseiller du Roi, avocat au Parlement de Bretagne, juge au Tribunal de première instance de Rennes, professeur en droit, officier de l'Université impériale, et de Thérèse-Reine Maupillé, dame du Domaine en Saint-Senier-de-Beuvron. Leur petit-fils Antoine Donatien est créé comte romain en 1911.

## Sources
- « Joseph Legeard de La Diriays », dans Adolphe Robert et Gaston Cougny, Dictionnaire des parlementaires français, Edgar Bourloton, 1889-1891 [détail de l’édition]